# Фоляно Редипуля
Фоля̀но Редипу̀ля (на италиански: Fogliano Redipuglia; на фриулски: Fojan Redipulie, Фоян Редипулие, на словенски: Foljan Sredipolje, Фолян Средиполие) е община в Северна Италия, провинция Гориция, автономен регион Фриули-Венеция Джулия. Разположена е на 23 m надморска височина. Населението на общината е 3032 души (към 2011 г.).
Административен център на общината е село Фоляно (Fogliano).